# Kevin Brooks (giocatore di football americano)
Kevin Craig Brooks (Detroit, 9 febbraio 1963) è un ex giocatore di football americano statunitense che ha militato nel ruolo di defensive tackle nella National Football League (NFL).

## Carriera

### Dallas Cowboys
Nel Draft NFL 1985 i Dallas Cowboys puntavano a chiamare Jerry Rice con la loro scelta del primo giro, ma virarono su Brooks (diciassettesimo assoluto) dopo che Rice fu chiamato dai San Francisco 49ers con la scelta precedente. Ebbe una stagione da rookie negativa, giocando in tutti e quattro i ruoli della defensive line, facendo registrare 12 tackle e 2 sack. La sua miglior partita fu contro gli Houston Oilers, quando sostituì l'infortunato Jim Jeffcoat nel secondo tempo, mettendo a segno 4 placcaggi e un sack.
Nel 1986 Brooks competé con John Dutton per il ruolo di defensive tackle sinistro, ma si slogò un ginocchio in una gara di pre-stagione contro I San Diego Chargers. Passò 7 partite in lista infortunati, disputando 9 gare come riserva, con 9 tackle e 2,5 sack.
Nel 1987 Brooks divenne il defensive tackle sinistro titolare dopo avere sorpassato. Quando i giocatori iniziarono uno sciopero dalla terza settimana della stagione, quelle gare furono cancellate (riducendo il calendario da 16 a 15 partite) e la lega decise che le successive sarebbero state disputate da giocatori di riserva. Il 7 ottobre Brooks decise di porre fine al suo sciopero e si unì ai giocatori di riserva. Guidò tutti i defensive lineman della squadra con 67 tackle, oltre a 3 sack.
Nel 1988 Brooks disputò come titolare 14 gare su 15, con 71 tackle e 5 sack. Nella primavera del 1989 si scontrò con il nuovo allenatore dei Cowboys Jimmy Johnson, prima di essere scambiato, assieme a una scelta del quarto giro, per una scelta del terzo giro.

### Denver Broncos
Nel 1989 Denver Broncos provarono a spostare Brooks nel ruolo di defensive end ma l'esperimento durò solo quattro mesi e fu svincolato il 4 settembre.

### Detroit Lions
L'11 settembre 1989 Brooks firmò con i Detroit Lions e fu nominato defensive end destro titolare dopo che Keith Ferguson subì un infortunio. Disputò 15 gare come partente, con 39 placcaggi e 2 sack. L'anno successivo disputò solamente 6 partite (4 come titolare) come defensive tackle prima di essere svincolato il 2 novembre 1990.